# Ranz des vaches

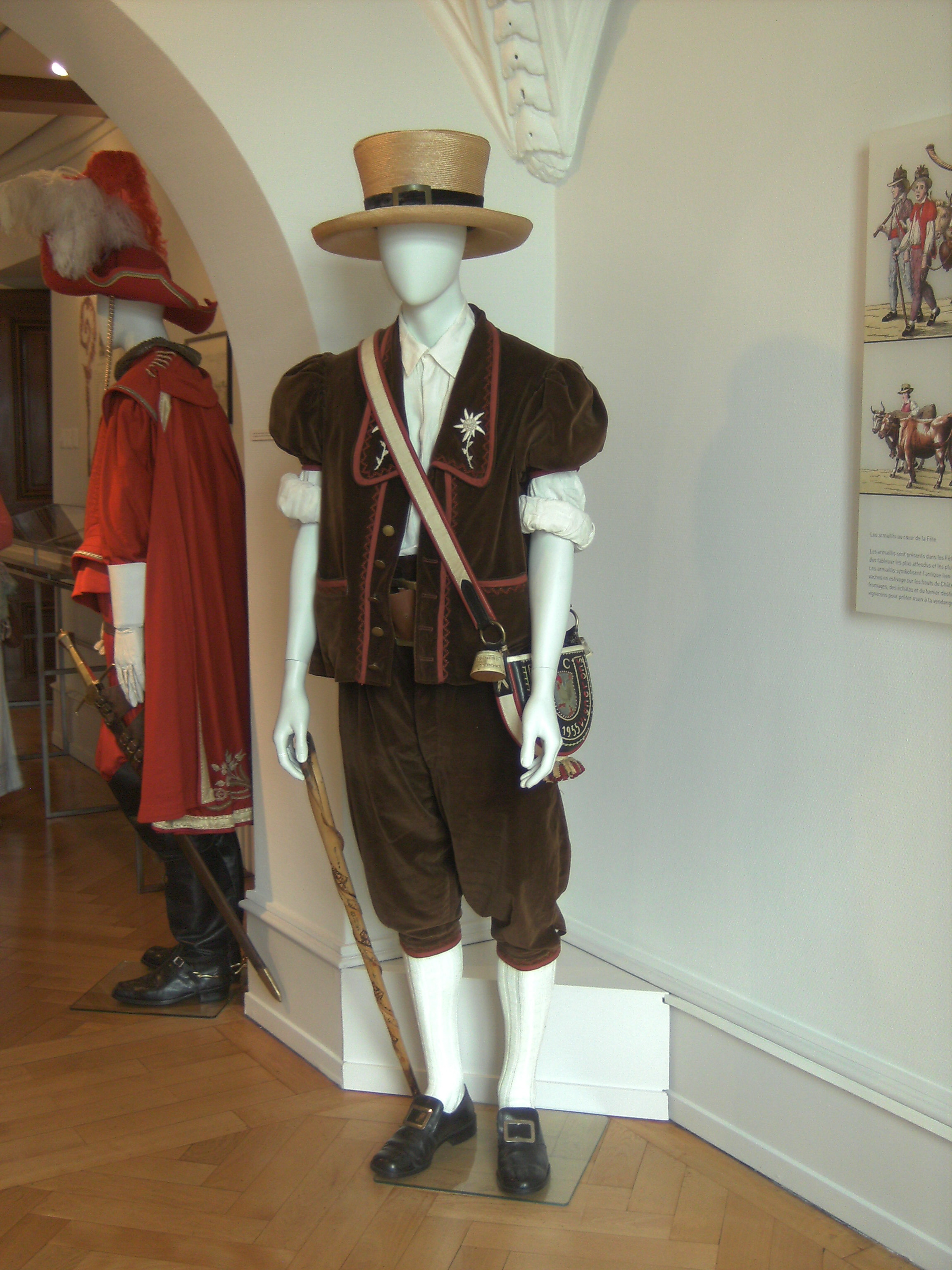
Costume de l'armailli tel que le portait Roger Cochard pour chanter la Lyoba (le Ranz des vaches) à la Fête des Vignerons en 1955, exposé au musée de la Confrérie des vignerons de Vevey. Le costume de Bernard Romanens en 1977 était bleu avec des liserés et des bas rouges.

Le Ranz des vaches ou Lyoba ou Kühreihen  est un chant traditionnel a cappella des armaillis en Suisse. 

## Tradition
Chant traditionnel a cappella des armaillis, le Ranz des vaches est connu dans la partie francophone de la Suisse, surtout dans le canton de Fribourg, ainsi que dans la partie germanophone depuis au moins le début du 18e siècle. Le terme lyoba, autre appellation du chant, vient d'une racine trouvée dans le mot patois gruérien alyôbâ (appeler le bétail) mais aussi dans l'expression Loobeli (vache) dans le patois alémanique en Suisse centrale. Il fait partie des traditions vivantes de Suisse.
L'histoire racontée se passe sur un alpage appelé Les Colombettes, dans le sud du canton de Fribourg. Le Ranz des vaches est habituellement chanté durant la montée (poya) des troupeaux à l'alpage et le retour dans les étables à la fin de l'été. Il est en trois parties : l'appel des vaches (le mot lyoba répété), puis l'énumération des noms des vaches et enfin un chant improvisé en vers.

## Le mal du pays
Les mercenaires suisses au service des rois de France désertaient des champs de bataille pour aller rejoindre leur famille quand ils entendaient cette « ode » qui leur rappelait trop leur Suisse natale. Le soldat qui jouait ou chantait ce chant était passible de la peine de mort ,. 
Jean-Jacques Rousseau l'évoque ainsi à la page 317 de son Dictionnaire de la musique  : 

« J’ai ajouté dans la même Planche le célèbre Rans-des-Vaches, cet Air si chéri des Suisses qu’il fut défendu sous peine de mort de le jouer dans leurs Troupes, parce qu’il faisoit fondre en larmes, déserter ou mourir ceux qui l’entendoient, tant il excitoit en eux l’ardent desir de revoir leur pays. On chercheroit en vain dans cet Air les accens énergiques capables de produire de si étonnans effets. Ces effets, qui n’ont aucun lieu sur les étrangers, ne viennent que de l’habitude, des souvenirs, de mille circonstances qui, retracées par cet Air à ceux qui l’entendent, & leur rappellant leur pays, leurs anciens plaisirs, leur jeunesse & toutes leurs façons de vivre, excitent en eux une doute amere d’avoir perdu tout cela. La Musique alors n’agit point précisément comme Musique, mais comme signe mémoratif. Cet Air, quoique toujours le même, ne produit. plus aujourd’hui les mêmes effets qu’il produisoit ci-devant sur les Suisses ; parce qu’ayant perdu le goût de leur premiere simplicité, ils ne la regrettent plus quand on la leur rappelle. Tant il est vrai que ce n’est pas dans leur action physique qu’il faut chercher les plus grands effets des Sons sur le cœur humain »

## Interprétations et adaptations

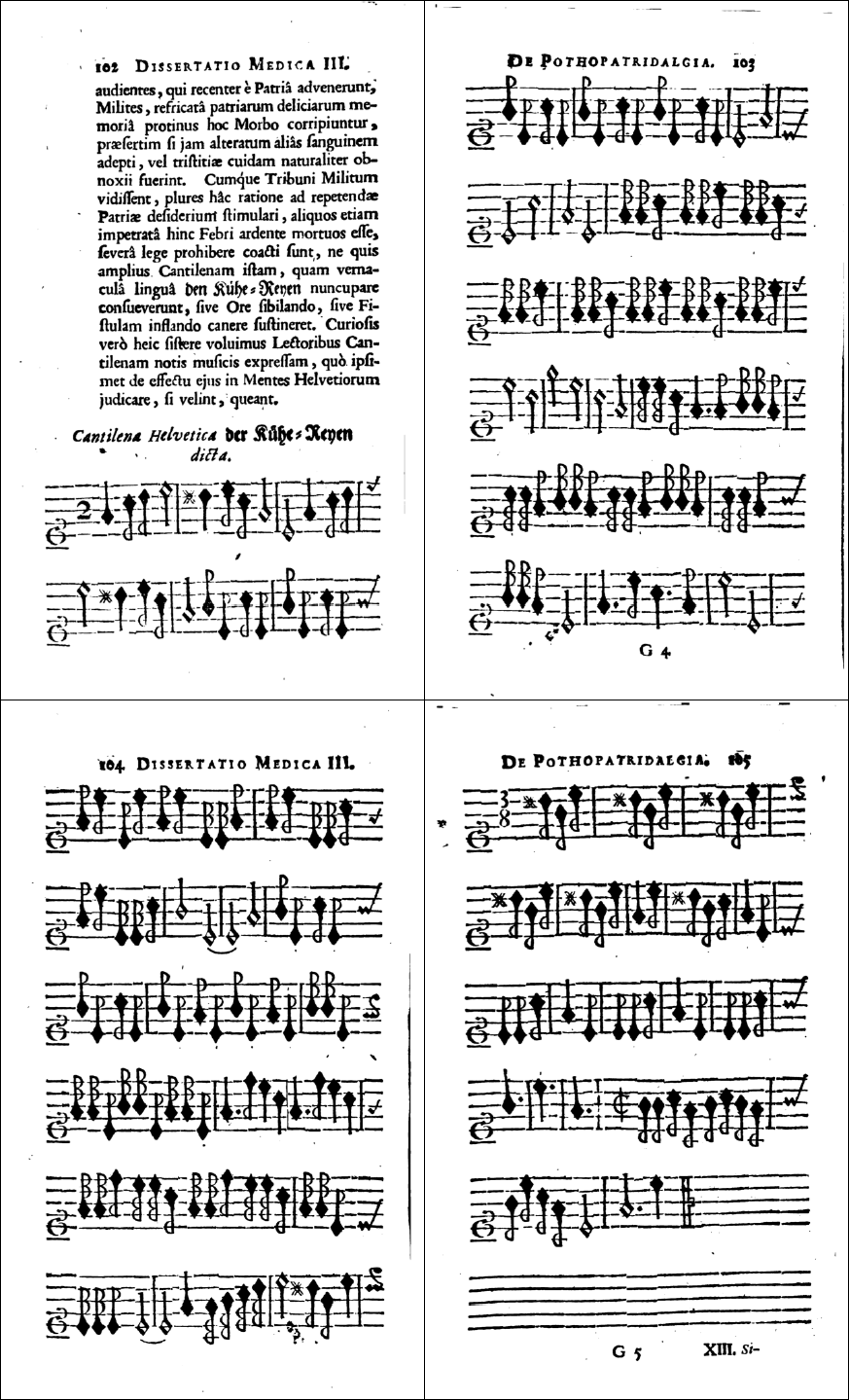
La plus ancienne version notée du Ranz des Vaches. Publiée dans un ouvrage médical à Bâle en 1710 par Théodore Zwinger.

Le Ranz des vaches par Gustave Roux (1868), page titre

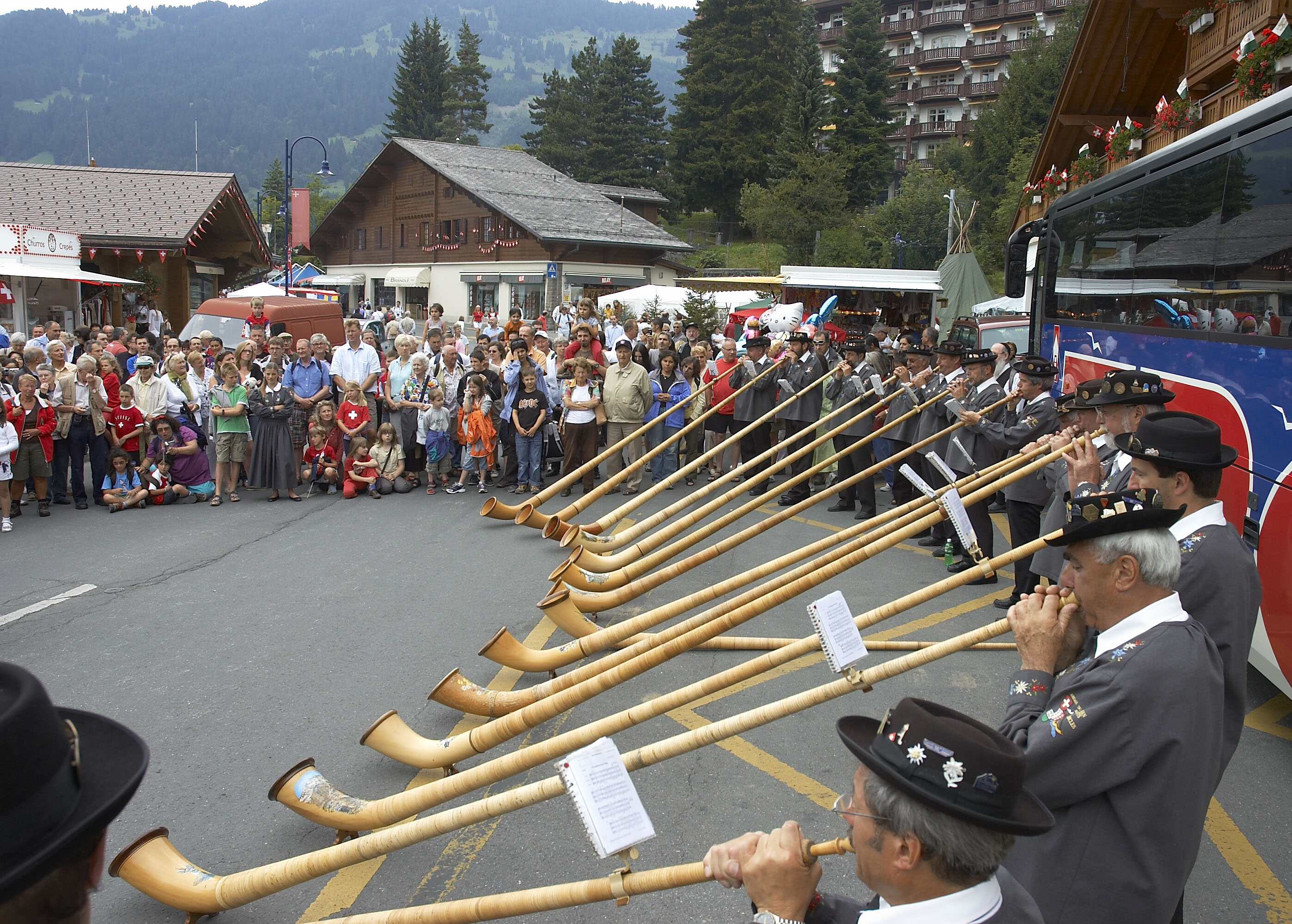
Cors des Alpes lors de la fête nationale suisse à Villars-sur-Ollon

Il existe différentes versions du ranz dans les Alpes bernoises, fribourgeoises et vaudoises. La chanson, sous forme de simple mélodie est attestée dès 1545. Le ranz est alors un air populaire destiné à appeler le troupeau dans les alpages et calmer les vaches lors de la traite.
La musique notée d'une version du Ranz des vaches, Cantilena Helvetica, a été publiée en 1710 à Bâle par Théodore Zwinger dans un ouvrage médical : elle y figure en raison de ses effets sur la mélancolie, cités en 1688 dans une thèse de Johannes Hofer ,,.
En 1813 deux publications distinctes sont éditées, à Lausanne et à Paris. Le pasteur Philippe Bridel  publie Le Conservatoire suisse ou Recueil complet des Étrennes Helvétiques à Lausanne. Un chapitre est consacré au Ranz des Vaches (pages 425 à 437). Il présente une partition notée et une version du texte en dix-neuf couplets, en patois et en français. À Paris, Georges Tarenne  publie Recherches sur les Ranz des Vaches ou sur les Chansons Pastorales des Bergers de la Suisse. Il y cite le Pasteur Bridel et édite la même version du Ranz des Vaches. Il cite aussi la version Hoffer/Zwinger comme étant la plus ancienne version imprimée.
En 1868 paraît à Vevey une édition des paroles, en patois et traduites en français, et de la musique notée du Ranz des vaches et de la Chanson des vignerons, accompagnées d'une notice rédigée par Louis Favrat. L'ouvrage est titré Armaillis et Vagnolans et illustré par Gustave Roux. Les gravures représentent la vie des armaillis sur l'alpage des Colombettes en Gruyère et du travail des vignerons sur les hauts de Vevey.
Le Ranz des vaches le plus connu aujourd'hui doit une grande part du renouveau de sa popularité aux différentes harmonisations de l'abbé Joseph Bovet, le compositeur du Vieux Chalet ,. Charles Jauquier, ténor suisse, a donné une interprétation du Ranz des vaches qui a fait l'objet de plusieurs enregistrements. Une autre interprétation souvent citée est celle de Bernard Romanens, soliste de la Fête des Vignerons de 1977. La Fête des Vignerons de Vevey qui accueille traditionnellement les armaillis et leur troupeau contribue à la célébration de ce chant très prisé du public. Outre l'interprétation de Bernard Romanens en 1977, on peut citer aussi Roger Cochard en 1955, Robert Colliard en 1927. Lors de la fête de 1999 les auteurs, François Rochaix (conception et mise en scène), François Debluë (livret) et Jost Meier (musique de l'automne) ont présenté la version complète de la chanson — interprétée cette année-ci en alternance par Pierre Brodard, Patrick Menoud et Vincent Brodard,, — avec 19 couplets et choisi de jouer l'histoire du torrent, du curé, de la jolie servante et du fromage dans l'arène veveysanne. 
Lors des fêtes traditionnelles, le Ranz des vaches est souvent interprété au cor des Alpes, rassemblant ainsi deux symboles de la Suisse .

## Musique romantique

Le Ranz des Vaches entendu par Giovanni Battista Viotti et transcrit pour violon.

- Le Ranz des vaches de la troisième partie de l'ouverture du Guillaume Tell de Gioachino Rossini : le cor anglais répète un doux ranz des vaches qu'enlacent les arabesques de la flûte. Le tempo ralentissant, le ranz semble tourner sur lui-même vers la fin quand un appel de trompettes interrompt brusquement la rêverie du cor anglais, annonçant la charge de la cavalerie légère [18].
- Le Ranz des vaches de la Scène aux champs, troisième mouvement de la Symphonie fantastique d'Hector Berlioz : duo pastoral entre le cor anglais et le hautbois ; à la fin du mouvement, l’un des pâtres (le cor anglais) reprend le ranz de vaches mais l’autre ne répond plus [19].
- Le Ranz des Vaches est entendu par Giovanni Battista Viotti qui le transcrit pour violon le 26 juin 1792. Il est notamment donné dans cette transcription par Édouard Deldevez[20].
- Le Ranz des vaches ou Air pour la Suisse du Le Triomphe de la République ou Le Camp de Grand Pré, divertissement  de François-Joseph Gossec sur un livret de Marie-Joseph Chénier[21].
- Paraphrases sur le Ranz des vaches, livre III de l’Album d'un voyageur de Franz Liszt [22].
- Le Ranz des vaches d'Appenzell, mélodie de Giacomo Meyerbeer sur un livret d'Eugène Scribe [23].
- Frédéric Chopin s'est aussi essayé à l'exercice, à la demande du marquis de Custine : « Je lui avais donné pour thème le Ranz des vaches et  la Marseillaise. Vous dire le parti qu'il a tiré de cette épopée musicale, est impossible. On voyait le peuple de pasteurs fuir devant le peuple conquérant. C'était sublime »[24].

## Hymne cantonal fribourgeois
Le canton de Fribourg ne possède pas d'hymne cantonal. Deux députés UDC ont proposé, en février 2019, d'inscrire le Ranz des vaches comme hymne cantonal fribourgeois. Les députés ont finalement retiré leur motion, à la suite de l'avis négatif du Conseil d'État, qui estimait qu'un hymne en patois ne représenterait pas bien un canton bilingue français-allemand, et que vouloir revendiquer le Ranz des vaches pour hymne cantonal « pourrait froisser les Suisses qui se reconnaissent dans ses valeurs et sa mélodie »,,,.

## Paroles[29]
| Paroles en patois 1 Lè j'armayi dè Kolonbètè Dè bon matin chè chon lèvâ 2 Kan chon vinyê i Bachè j'ivouè Tsankro lo mè! n'ant pu pachâ. 3 Tyè fan no ché mon pouro Piéro? No no chein pâ mô l'inrinbyâ. 4 Tè fô alâ fiêr a la pouârta, A la pouârta dè l'inkourâ. 5 Tyè voli vo ke li dyècho A nouthron brâvo l'inkourâ? 6 I fô ke dyéchè ouna mècha Po ke no l'y pouèchon pachâ. 7 L'y è j'elâ fiêr à la pouârta È l'a de dinche à l'inkourâ : 8 I fô ke vo dyècho ouna mècha Po ke no l'y pouèchon pachâ. 9 L'inkourâ li fâ la rèponcha : Pouro frârè che te vou pachâ 10 Tè fô mè bayî ouna motèta Ma ne tè fô pâ l'èhyorâ. 11 Invouyî no vouthra chèrvinta No li farin on bon pri grâ. 12 Mâ la chèrvinta l'è tru galéja Vo porâ bin la vouêrda. 13 N'ôchi pâ pouêre, nouthron prithre No n'in chin pâ tan afamâ. 14 Dè tro molâ vouthra chèrvinta, Fudrè èpè no confèchâ 15 Dè prindre le bin de l'èlyije No ne cherin pâ pèrdenâ. 16 Rètouârna t'in mon pouro Piéro Deri por vo on'Avé Maria 17 Prou bin, prou pri i vo chouèto Ma vinyi mè chovin trovâ. 18 Piéro rèvin i Bâchè j'Ivouè È to le trin l'a pu pachâ. 19 L'y an mè le kiô a tsoudère Ke n'avan pâ la mityi aryâ Refrains impairs Lyôba, lyôba, por aryâ Lyôba, lyôba, por aryâ Vinyidè totè, byantsè, nêrè, Rodzè, mothêlè, dzouvenè ôtrè, Dèjo chti tsâno, yô vo j'âryo, Dèjo chti trinbyo, yô i trintso, Lyôba, lyôba, por aryâ Refrains pairs Lyôba, lyôba, por aryâ Lyôba, lyôba, por aryâ Lè chenayirè van lè premirè, Lè totè nêrè van lè dêrêrè Lyôba, lyôba, por aryâ | Traduction en français 1 Les armaillis des Colombettes De bon matin se sont levés 2 Quand ils sont arrivés aux Basses-Eaux, Le chancre me ronge ! Ils n'ont pu passer. 3 Pauvre Pierre, que faisons-nous ici ? Nous sommes pas mal embourbés. 4 Il te faut aller frapper à la porte A la porte du curé. 5 Que voulez-vous que je lui dise, A notre brave curé ? 6 Il faut qu'il dise une messe, Pour que nous puissions passer. 7 Il est allé frapper à la porte, Et il a dit ceci au curé : 8 Il faut que vous disiez une messe, Pour que nous puissions passer. 9 Le curé lui fit sa réponse : Pauvre frère, si tu veux passer, 10 Il te faut me donner un petit fromage, Mais sans écrémer le lait. 11 Envoyez-nous votre servante, Nous lui ferons un bon fromage gras. 12 Ma servante est bien trop jolie, Vous pourriez la garder. 13 N'ayez pas peur, notre curé, Nous n'en sommes pas si affamés. 14 De trop "moler" [embrasser] votre servante, Il faudra bien nous confesser. 15 De prendre le bien de l'église, Nous ne serions pas pardonnés. 16 Retourne-t-en, mon pauvre Pierre, Je dirai pour vous un Avé Maria. 17 Beaucoup de biens, beaucoup de fromage je vous souhaite, Mais venez souvent me trouver. 18 Pierre revient aux Basse-Eaux, Et tout le train a pu passer. 19 Ils ont mis la présure à la chaudière, Avant d'avoir à moitié trait. Refrains impairs Lyôba, lyôba pour traire, Lyôba, lyôba pour traire, Venez toutes, les blanches, les noires, Les rouges, les étoilées sur la tête, les jeunes, les autres, Sous ce chêne où je vous trais, Sous ce tremble où je fabrique le fromage, Lyôba, lyôba pour traire, Lyôba, lyôba pour traire Refrains pairs Lyôba, lyôba pour traire, Lyôba, lyôba pour traire, Les sonnaillères vont les premières, Les toutes noires vont les dernières, Lyôba, lyôba pour traire, Lyôba, lyôba pour traire |